# Euxoa montigenarum
Euxoa montigenarum là một loài bướm đêm trong họ Noctuidae.